# Réorganisation des corps d'infanterie français (1854)
Pour les articles homonymes, voir Réorganisation des corps d'infanterie français et Amalgame.
La réorganisation des corps d'infanterie français est un processus, légalement institué par le décret impérial du 24 octobre 1854, qui vise à restructurer les corps de l'Armée française, mais se concentre exclusivement sur les régiments d'infanterie légère. Le décret est signé par l'empereur Napoléon III sur demande du maréchal Vaillant alors ministre secrétaire d'état au département de la guerre.

## Historique
En 1854, l'armée française dispose de 25 régiments dits d'infanterie légère. Mais ces régiments sont recrutés, instruits et armés comme les régiments d'infanterie de ligne dont ils ne sont différenciés que par quelques détails d'uniforme et qui n'ont réellement de l'infanterie légère que le nom.
En 1853, avec l'augmentation des bataillons de chasseurs, le ministère de la guerre proposa de réunir les régiments d'infanterie légère aux régiments de ligne. Mais cette décision fut ajournée en raison « qu'il y avait eu de tous temps des régiments d'infanterie légère, et qu'il y aurait inconvénient à renoncer à cette tradition. »
Jusqu'en 1821, les régiments d'infanterie légère se recrutent exclusivement dans les départements montagneux, ce qui n'est plus le cas après cette date où le recrutement s'effectue indistinctement dans tous les départements.

Ils sont semblables, aux régiments de ligne sauf la couleur jonquille qui est substitué au garance et qu'ils ont un fusil un peu plus court, appelé fusil du voltigeur.
Les chasseurs à pied représentent alors, vers 1850, dans l'armée française, une véritable infanterie légère, c'est-à-dire rendue propre par l'aptitude physique des hommes, par une habitude de grande mobilité, par un armement spécial, par la justesse de leur tir au fusil. Ils sont utilisés soit à l'action des tirailleurs couvrant des mouvements généraux pendant l'engagement, soit à des missions spéciales, à des missions hardies... comme en leur temps les Enfants perdus.
La réunification des régiments d'infanterie légère au régiment d'infanterie de ligne permettait également de réduire les dépenses de changements d'uniformes aux officiers qui passaient des régiments d'infanterie légère dans ceux de l'infanterie de ligne, et réciproquement.
Le rapport indique également d'appliquer la dénomination d'infanterie légère aux bataillons de chasseurs à pied et de transformer les 25 régiments dits régiments d'infanterie légère, en 25 nouveaux régiments d’infanterie de ligne en prenant les numéros de 76 à 100, dans la continuité des numéros des régiments existants.

## Décret du 24 octobre 1854
Décret impérial concernant l'infanterie légère
Napoléon par la grâce de Dieu et la volonté nationale, Empereur des Français, à tous présents et à venir, Salut.
Sur le rapport de notre ministre secrétaire d'État au département de la guerre,
Avons décrété et décrétons ce qui suit :
Article 1er
Les 25 régiments d'infanterie légère prendront, dans la série des régiments d'infanterie de ligne, les numéros de 76 à 100.
Article 2
L'infanterie légère se composera désormais des bataillons de chasseurs à pied.
Article 3
Notre ministre secrétaire d'état au département de la guerre est chargé de l'exécution du présent décret.
Fait au palais de Saint-Cloud, le 24 octobre 1854.

Signé Napoléon

Par l'Empereur;

Le Maréchal de France Ministre secrétaire d'état au département de la guerre

Signé Vaillant

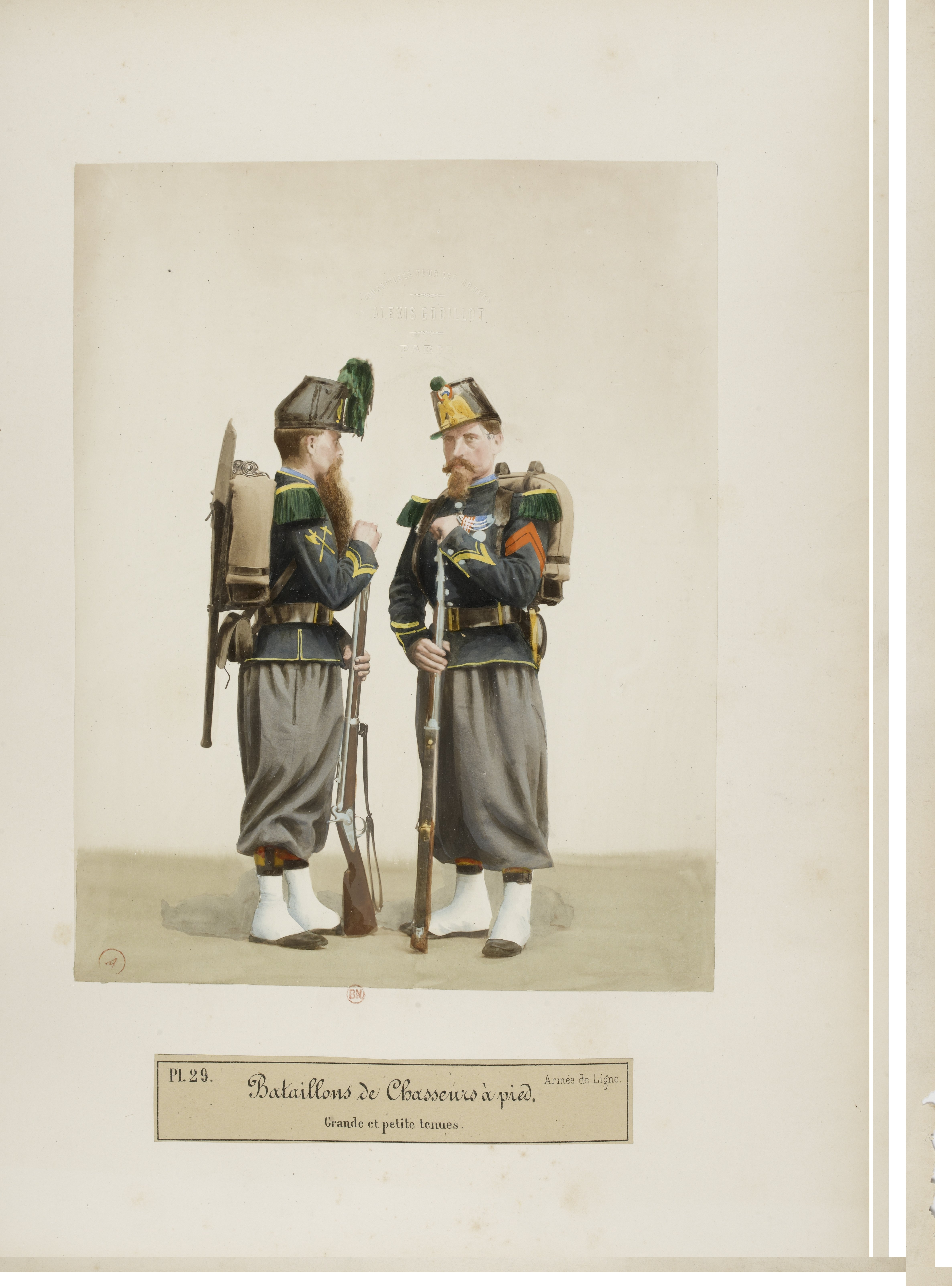
Chasseurs à pied en grande et petite tenue vers 1866
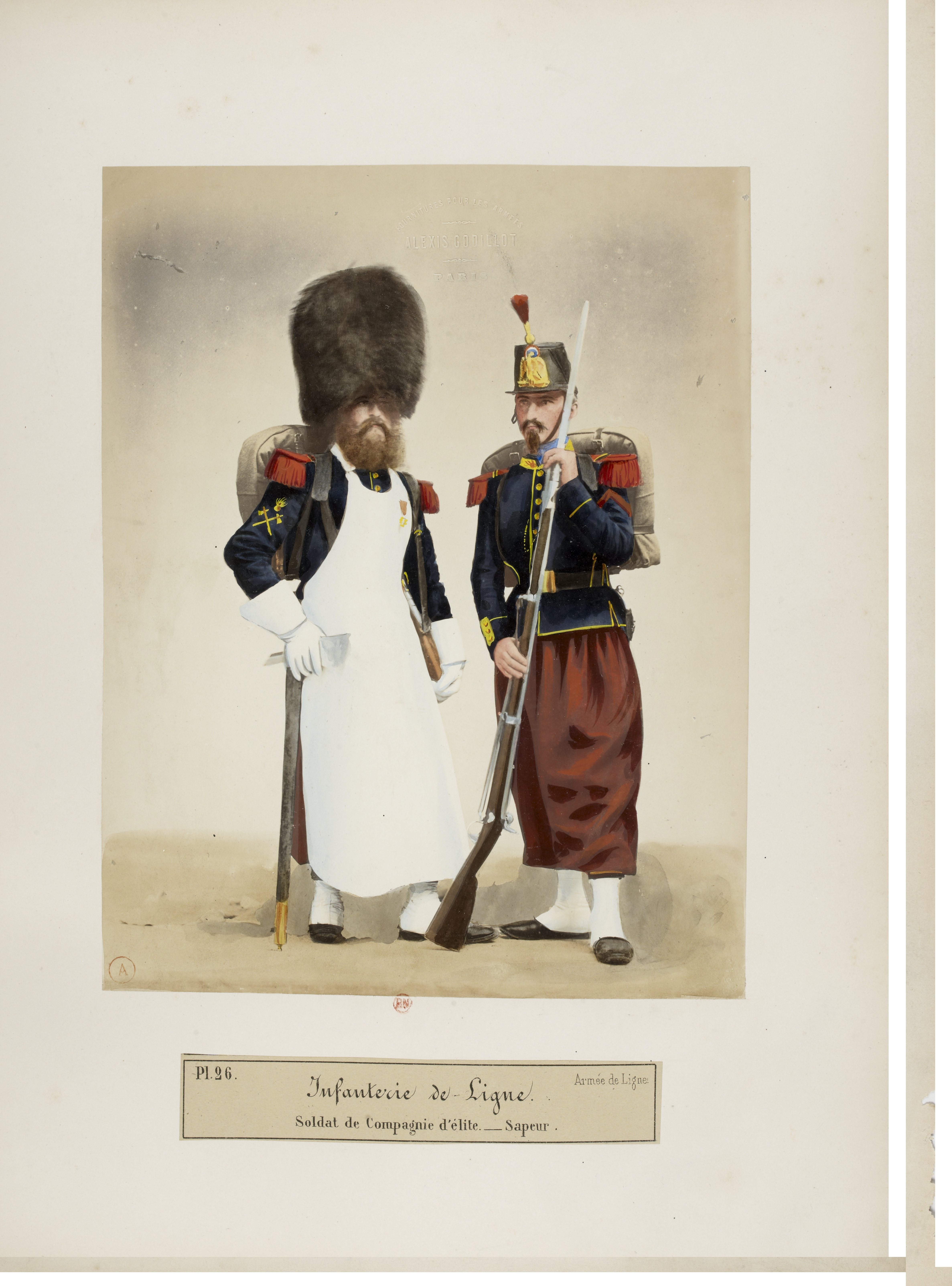
Infanterie de ligne vers 1866; soldat de compagnie d'élite et sapeur
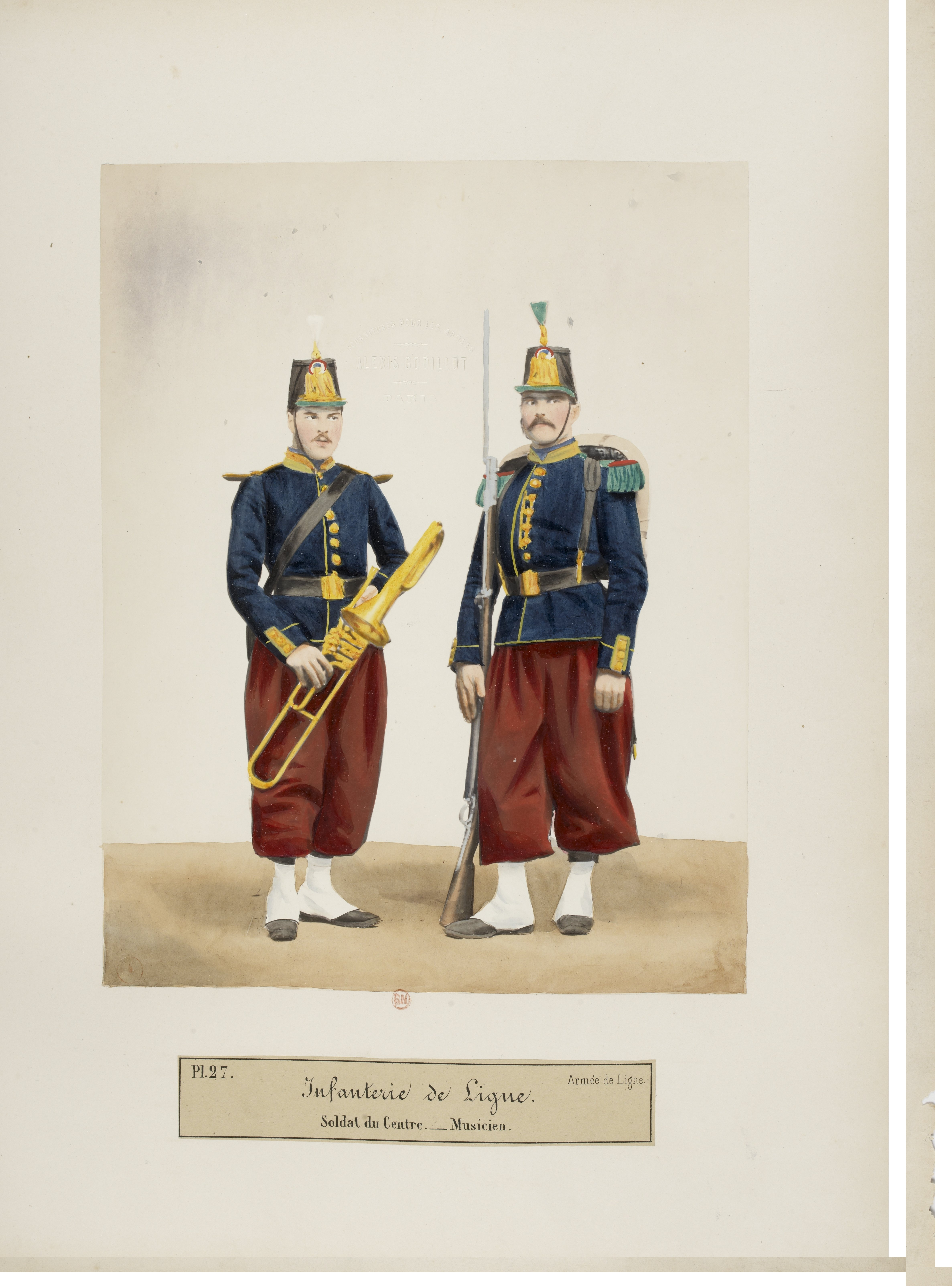
Infanterie de ligne vers 1866; soldat du centre et musicien
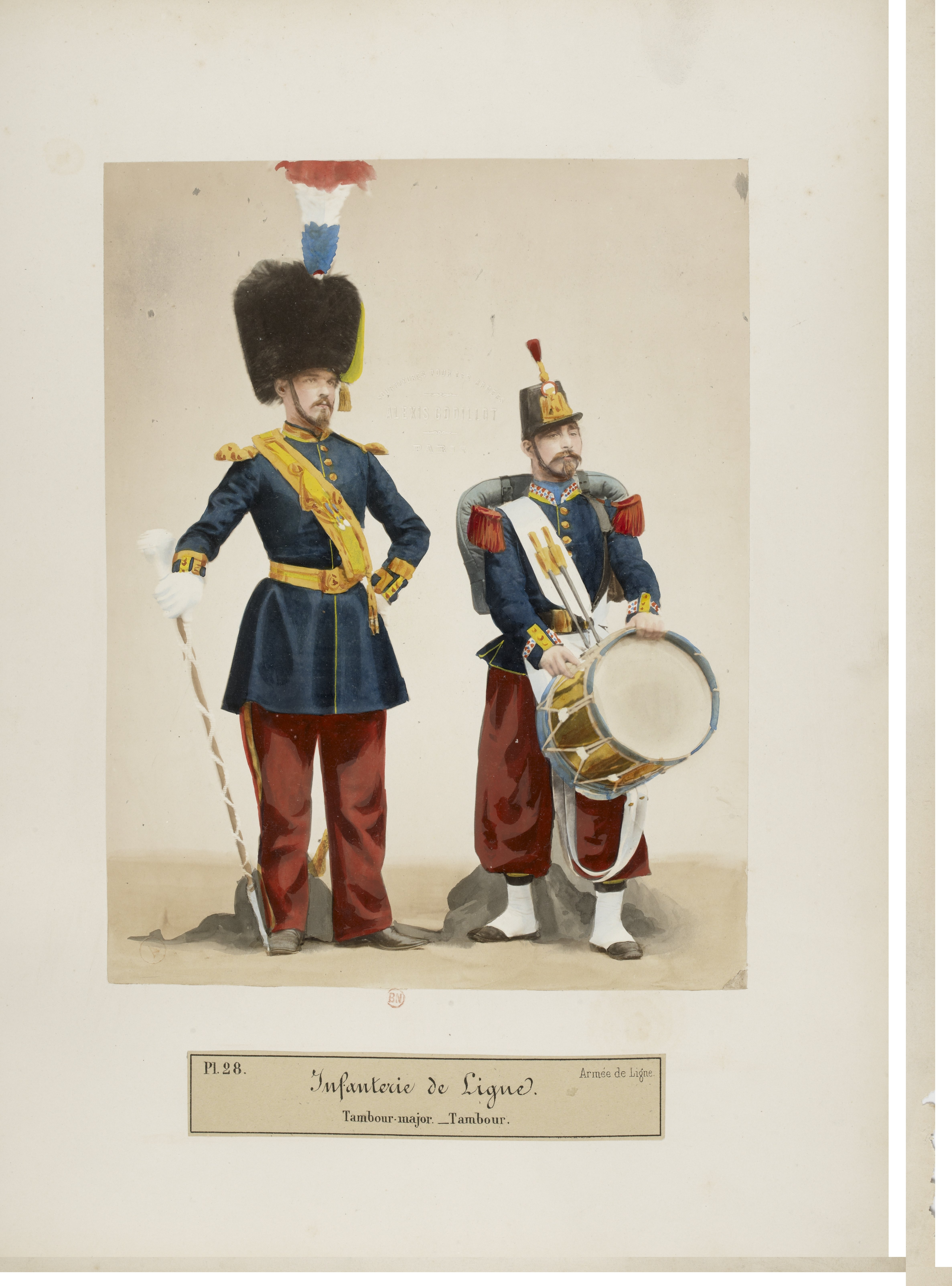
Infanterie de ligne vers 1866; tambour major et tambour

## Liste des régiments d'infanterie légère et numéro d'ordre
- 1er régiment d'infanterie légère prend le numéro 76 et devient le 76e régiment d'infanterie de ligne
- 2e régiment d'infanterie légère prend le numéro 77 et devient le 77e régiment d'infanterie de ligne
- 3e régiment d'infanterie légère prend le numéro 78 et devient le 78e régiment d'infanterie de ligne
- 4e régiment d'infanterie légère prend le numéro 79 et devient le 79e régiment d'infanterie de ligne
- 5e régiment d'infanterie légère prend le numéro 80 et devient le 80e régiment d'infanterie de ligne
- 6e régiment d'infanterie légère prend le numéro 81 et devient le 81e régiment d'infanterie de ligne
- 7e régiment d'infanterie légère prend le numéro 82 et devient le 82e régiment d'infanterie de ligne
- 8e régiment d'infanterie légère prend le numéro 83 et devient le 83e régiment d'infanterie de ligne
- 9e régiment d'infanterie légère prend le numéro 84 et devient le 84e régiment d'infanterie de ligne
- 10e régiment d'infanterie légère prend le numéro 85 et devient le 85e régiment d'infanterie de ligne
- 11e régiment d'infanterie légère prend le numéro 86 et devient le 86e régiment d'infanterie de ligne
- 12e régiment d'infanterie légère prend le numéro 87 et devient le 87e régiment d'infanterie de ligne
- 13e régiment d'infanterie légère prend le numéro 88 et devient le 88e régiment d'infanterie de ligne
- 14e régiment d'infanterie légère prend le numéro 89 et devient le 89e régiment d'infanterie de ligne
- 15e régiment d'infanterie légère prend le numéro 90 et devient le 90e régiment d'infanterie de ligne
- 16e régiment d'infanterie légère prend le numéro 91 et devient le 91e régiment d'infanterie de ligne
- 17e régiment d'infanterie légère prend le numéro 92 et devient le 92e régiment d'infanterie de ligne
- 18e régiment d'infanterie légère prend le numéro 93 et devient le 93e régiment d'infanterie de ligne
- 19e régiment d'infanterie légère prend le numéro 94 et devient le 94e régiment d'infanterie de ligne
- 20e régiment d'infanterie légère prend le numéro 95 et devient le 95e régiment d'infanterie de ligne
- 21e régiment d'infanterie légère prend le numéro 96 et devient le 96e régiment d'infanterie de ligne
- 22e régiment d'infanterie légère prend le numéro 97 et devient le 97e régiment d'infanterie de ligne
- 23e régiment d'infanterie légère prend le numéro 98 et devient le 98e régiment d'infanterie de ligne
- 24e régiment d'infanterie légère prend le numéro 99 et devient le 99e régiment d'infanterie de ligne
- 25e régiment d'infanterie légère prend le numéro 100 et devient le 100e régiment d'infanterie de ligne